# Greg Gilbert
Gregory Scott Gilbert (Kanada, Ontario, Mississauga, 1962. január 22. –) kanadai jégkorongozó és későbbi jégkorongedző. Pályafutása során szerepelt a New York Islanders, a Chicago Blackhawks, a New York Rangers és a St. Louis Blues National Hockey League csapataiban. 1982-ben és 1983-ban Stanley-kupa győztes az Islandersszel, 1994-ben a New York Rangersszel. A balszélső Gilbert több mint 800 NHL alapszakasz mérkőzésen lépett jégre. 16 éves NHL-es pályafutása után vezetőedző lett a Worcester IceCatsnél az AHL-ben, a Mississauga IceDogsnál az OHL-ben és a Calgary Flamesnél. Gilbert az egyetlen a Stanley-kupa történetében, aki a mindkét New York-i csapattal megnyerte a kupát.
Junior éveiben a Toronto Marlboros csapatában szerepelt az Ontario Hockey Association bajnokságaiban és három év alatt közel 200 pontot szerzett. Az 1980-as NHL-drafton a New York Islanders választotta ki a 4. körben a 80. helyen. 1982-ben NHL csapatában 1 mérkőzésen szerepelt az alapszakaszban, majd a playoffban négyszer jutott szóhoz és szerzett így kupagyőzelmet. Az 1982–1983-as szezont ismét alacsonyabb ligában kezdte, majd csapata ismét magához rendelte. Gilbert 10 playoff mérkőzésen segítette az Islanderst a csapat sorozatban negyedik kupagyőzelméhez. A következő évben 35 góllal zárt és a csapat ismét döntős lett. Az ellenfél ezúttal a Gretzky nevével fémjelzett Edmonton Oilers volt, akik 4-1-gyel zárták le az Islanders Stanley győztes korszakát.
1989 márciusában, az átigazolási határidő előtt a Chicago Blackhawkshoz került, ahol jól alkalmazkodott az edző, Mike Keenan elképzeléseihez. A csapat 1989-ben és 1990-ben konferenciadöntőig jutott, majd 1992-ben Gilbert, ismét döntőt játszhatott, de a Mario Lemieux vezette Pittsburgh Penguins legyőzte őket. 1994-ben szabadügynökként követte Keenant a New York Rangersbe. Ezúttal is jó lóra tett. A New York-i alakulattal ismét Stanley-kupát nyert. A következő két szezont a St. Louis Bluesnál töltötte mielőtt visszavonult a játékos-pályafutástól 1996-ban.
Miután szögre akasztotta korcsolyáit rögtön edzőnek állt. Első évében az AHL-es Worcester Ice Catscel megnyerte divízióját. Négy worcesteri év után – melyekben mindig rájátszásba juttatta csapatát – csatlakozott a Calgary Flames edzői stábjához segédedzőként, majd 2001. március 14-étől vezetőedzőként, 121 mérkőzésen át. 2003-ban szezonközben állt fel a Flames padjától. A következő három szezonban az OHL-es Mississauga Ice Dogs edzője lett.

## Díjai
- Stanley-kupa: 1982, 1983, 1994
- Louis A. R. Pieri-emlékdíj: 1997